# Курінь ч.93 ім.Андрія Первозваного
Курінь Уладу Пластунів Юнаків число 93 імені святого апостола Андрія Первозванного - об'єднання пластунів-юнаків станиці Київ. Курінь був заснований 5 лютого 2002 року Божого. 
На той момент у станиці вже діяв курінь ім. Героїв Бою під Крутами, до якого входили гурток "Барси" (впор. І. Кріпченко) та гурток "Міцні Горішки" (впор. К. Тесленко). Діяв також самостійний гурток "Дельфіни" (впор. Г. Пронюк). Ці три гуртки вирішили об’єднатися у новий курінь.  Було вирішено зробити перший юнацький курінь, спеціалізований на морському пластуванні та на духовному розвитку. В основу програми, окрім морського пластування, було закладено і духовні гутірки, які базувалися на обговоренні боротьби з основними пристрастями, а саме: ненажерство, блуд, грошолюбство, гнів, смуток, нудьга, марнославство, гординя. 

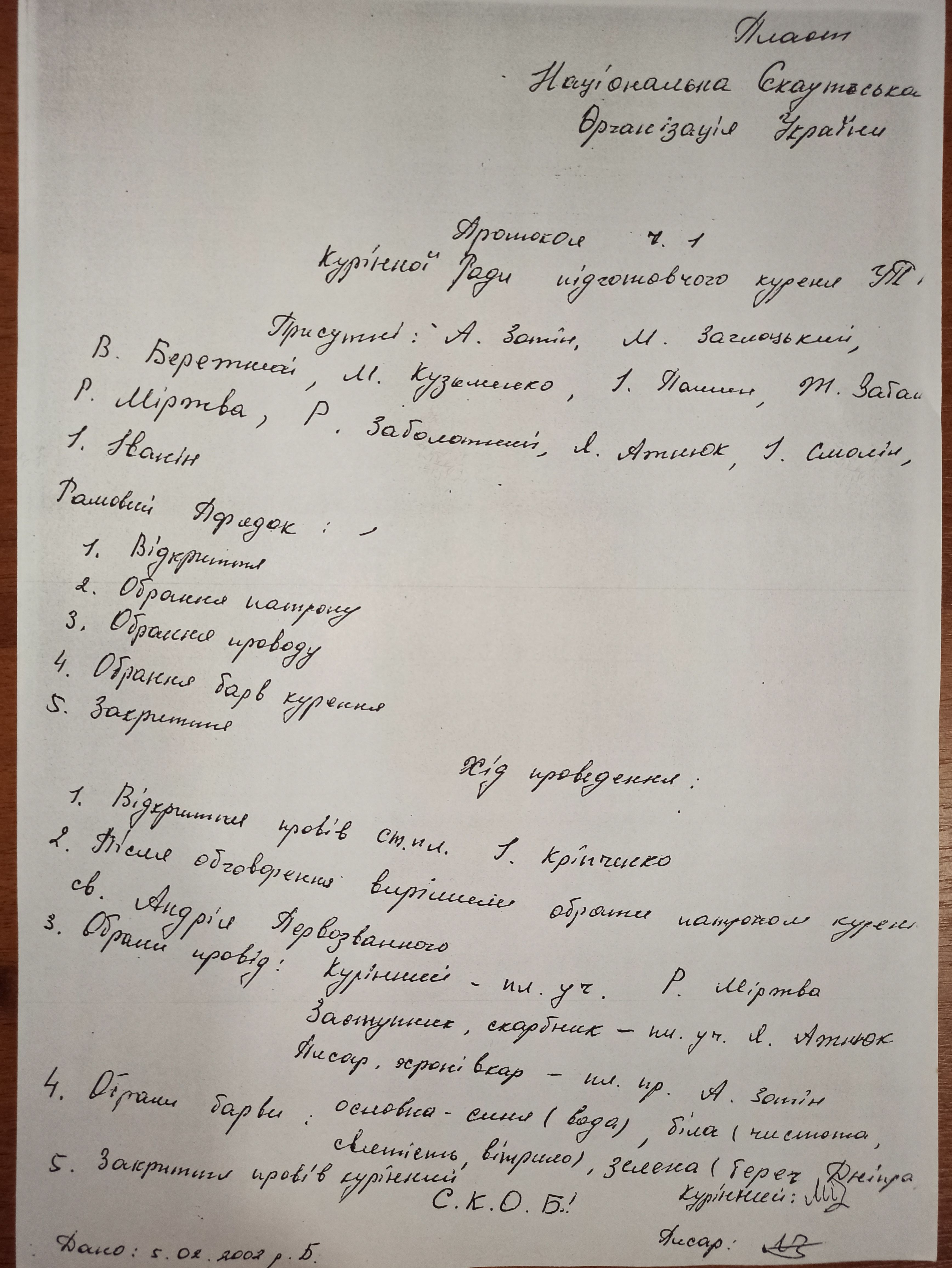
Протокол засновних сходин курення на якому вирішували патрона курення, провід, барви хустки.

Цей курінь став 68-им у Пласті.

## Заснування
На перших засновних сходинах були присутні представники трьох гуртків та їхні впорядники а саме ''Барси'', "Міцні Горішки",''Дельфіни''. Сходини відбулись у приміщенні клубу "Ровесник" на Васильківській, 2а. (завідуюча Ганна Павлівна Попсуйко). НА них було обрано патрона куреня, провід і барви.
Провід:
- Зв’язковий: ст. пл. Іван Кріпченко
- Курінний: пл. уч.Ростислав Міржва
- Заступник і суддя: пл. уч. Ярослав Ажнюк
- Писар: пл. пр. Артем Зотін.

Барви: синя (вода), біла (чистота, святість, вітрила), зелена (береги Дніпра).

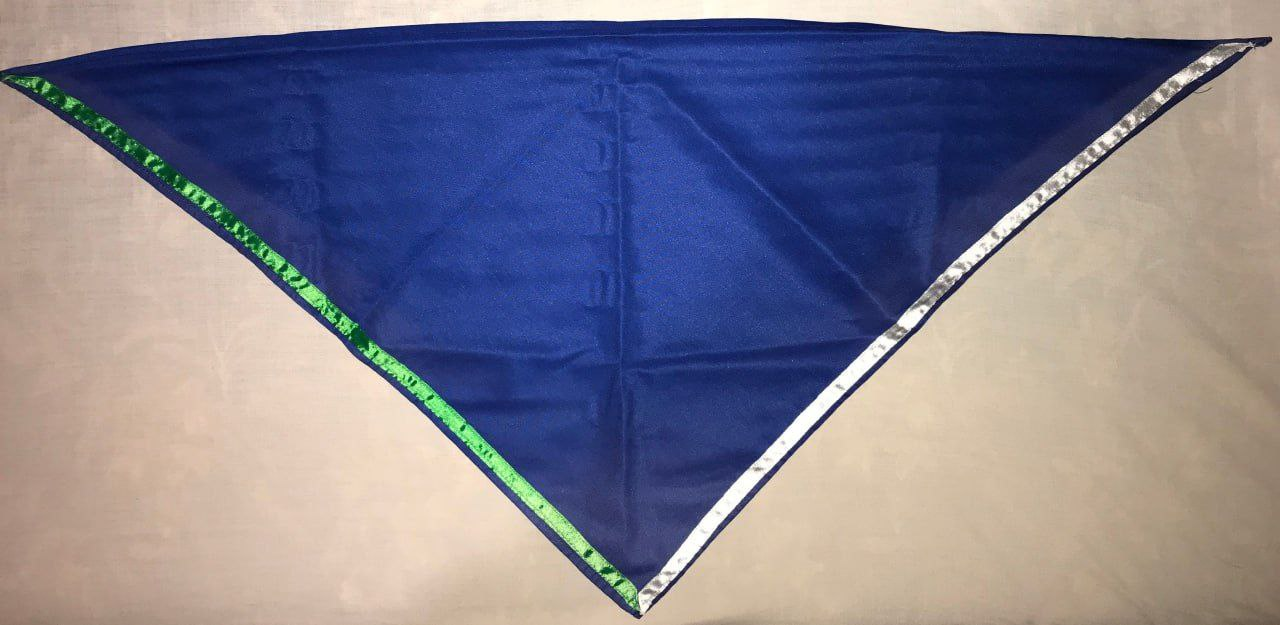
Курінна хустка

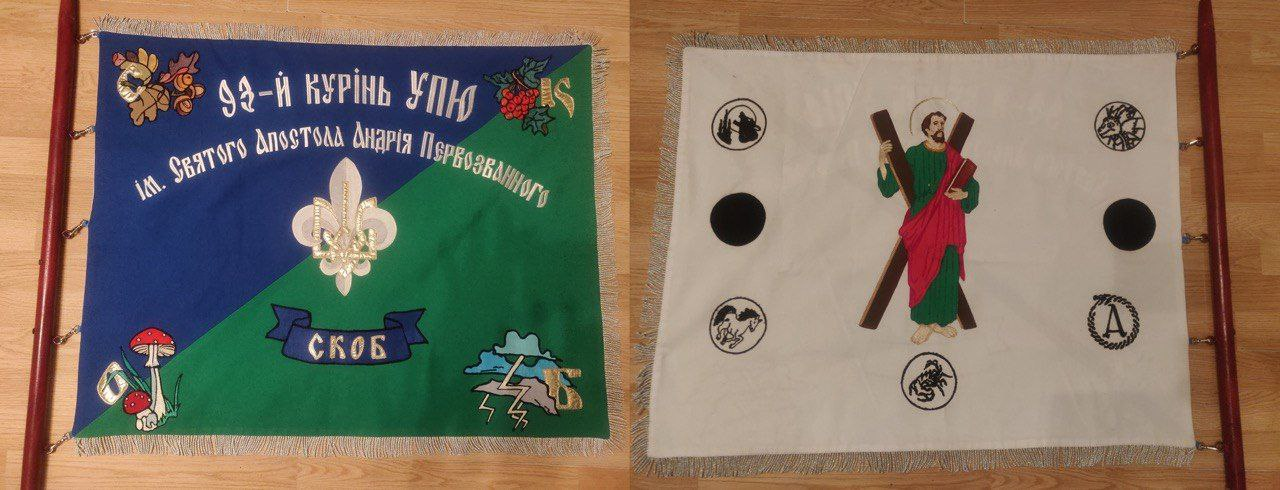
Курінний прапор

## Сучасність курення
Станом на початок повномасштабного вторгнення росії в Україну в курені діяли гуртки «Пантери», «Щось», «Кнізли», «Мовчуни», «Соколи», «Веселі Кабани». 
Певна кількістю юнаків після 24 лютого 2022 року переїздили у інші міста та країни. 
Станом на 2023 рік активність куреня починає відновлюватись на довоєнний період. 

## Курінні табори
2002 - Відбувся перший курінний табір "Школа Гребців - 2002"
```
С. Бучака, за Трахтемировим. Тоді ж "Міцні Горішки" змінили назву на "Морські Горіхи". "Барси" і "Морські Горіхи" добиралися до табору і додому на ялах. "Дельфіни" на громадському транспорті. Брали участь також запрошені пластуни з Полтави. Комендант: І. Кріпченко, бунчужний - К.Тесленко, писар - М. Сергеєв. Вишкіл з морського пластування.
```

2003 - Відбувся табір "Школа Гребців - 2003",
```
Мандрівний до Канева. На трьох ялах: "Барси" (капітан. Ярослав Стус), "Морські Горіхи" (капітан К. Тесленко), "Дельфіни" (капітан Г. Пронюк). Комендант - Г. Пронюк. Бунчужний - Р. Міржва (курінний). Вишкіл з морського пластування.
```

2004 - Курінний табір "Школа Гребців - 2004",
```
Стаціонарний на о. Великому, в гирлі Десни.
Зв’язковий і комендант - К.Тесленко. Бунчужний - М. Заглоцький (курінний).
```

2005 - Курінний табір "Школа Гребців - 2005",
```
Мандрівний, по Десні, до Остра (від бази 90 км).
Комендант і зв’язковий - К. Тесленко. 
На двох ялах, без вітрил. Ішли на веслах протягом 10 днів, місцями тягнули волоком, де була така можливість, оскільки гребти проти течії було дуже важко. Середня швидкість складала 1-2 км/год. Назад спустилися за 2 дні. Останній день табору провели на о. Великому.
```

2006 - Курінь не проводив свого табору, а брав участь у станичному таборі "Справа Честі",
```
 біля Переяслава. Кожен курінь мав свій підтабір. В програму входило морське пластування, був один ял. 
```

2007 - Курінний табір "Школа Гребців - 2007"
```
Стаціонарний, на о. Великому.
Найбільший курінний табір, більше 21 учасника, доєднувались пластуни зі станиць Луганськ. Морський вишкіл. 
```

2008 - Школа Оленів, табір за легендою проводив як однойменний вишкіл підстаршин УПА “Школа
Оленів”, 
```
комендант ст. пл Василь Хом’як
```

2009 - Станичний табір
2010 - курінний табір "Лицарі Круглого Пенька"
```
курнінний табір на пластовій оселі Богдана 
Гаврилишина поблизу м. Козелець, Чернігівська область.
Коменданта ст.пл. Василь Хом’як
```

2011 - ?
2012 - Курінний табір "П"ята стійка". комендант ст. Пл. Роман Козуб, 
```
 c. Лютіж
```

2013 - Міжкурінний табір "Латка 93x46"
```
 c. Лютіж 
 Коменданти ст. пл. Роман Козуб та ст. пл. вірлиця. Христина Борщ
 Проводився спільно з дівочим куренем ч. 46 ім. Марусі Богуславки
 табір був орієнтований на першопробників, а також була проведена веломандрівка
```

2014 - станичний табір "Королівство білого каменю" 
```
 с. Вишеньки
```

2015 -(2 - 12 липня) - Курінний табір "Острів Тортуга"
```
 о. Великий біля Вишгорода, теж саме місце, що і табір Школа Гребців 2007 року 
 Комендант ст. пл. Богдан Шемберко
 Табір був морського спрямування. Був ЯЛ-6 та байдарка Таймень-3. Проводилися тренування ходіння під вітрилами та на веслах.
```

2016 - (2 - 13 липня) - Курінний табір "Острів Порто-Ольжин"
```
 о. Ольжин біля смт. Козин
 Комендант ст. пл. Богдан Шемберко
 Табір був морського спрямування. Був ЯЛ-6 та байдарка Таймень-3. На кілька дні на табір прибули гості з Львова, а саме дівочий курінь ч. 2 ім. Олени Степанів в рамках свого мандрівного курінного табору.
```

2017 - (1 - 9 липня) - Курінний табір "Власний Еверест"
```
 Комендант сп. пл. Скоб Тарас Любарець-Ремезовський
 Мандрівний табір найбільшими вершинами України
 Маршрут пролягав через с. Кваси -  г. Петрос - г. Говерла - о. Несамовите - смт. Ворохта
```

2018 - -(29 червня - 8 липня) - Курінний табір "Цивілізація"
```
 c. Лютіж
 Комендант сп. пл. Скоб Тарас Любарець-Ремезовський
 Табір орієнтований на першопробників з особливою увагою до табірництва
 були збудовані рекордні на той час для куреня споруди, зокрема брама, яка могла витримати весь курінь, а також стіл за, яким всі могли розміститися
```

2019 - Курінний табір “Олімп”
```
Комендант сп. пл. Скоб Тарас Любарець-Ремезовський
Мандрівний табір, маршрут с. Кваси - пол. Браїлка - г. Мала Близниця - г. Петрос - г. Говерла - смт. Ворохта
```

2020 - Курінний табір “93 район”
```
Комендант сп. пл. Скоб Тарас Любарець-Ремезовський
```

2021 - Курінний табір “Січ за 93” 
```
Комендант сп. пл. Скоб  Тарас Любарець-Ремезовський
```

2022 - Курінний табір “Навколо світу за 7 днів”
```
Комендант сп. пл. Скоб Тарас Любарець-Ремезовський
```

2024 - Міжкурінний табір "Академія Холодного Яру"
```
Комендант ст. пл. Скоб Богдан Гультай
Табір проводився разом із к.ч.75 ім.Героїв бою під Крутами та під. к. ім. Івана Мазепи, він був оріентований на здачу першої проби також на ньому ми познайомили юнацтво з технікою ходьби на сапах.

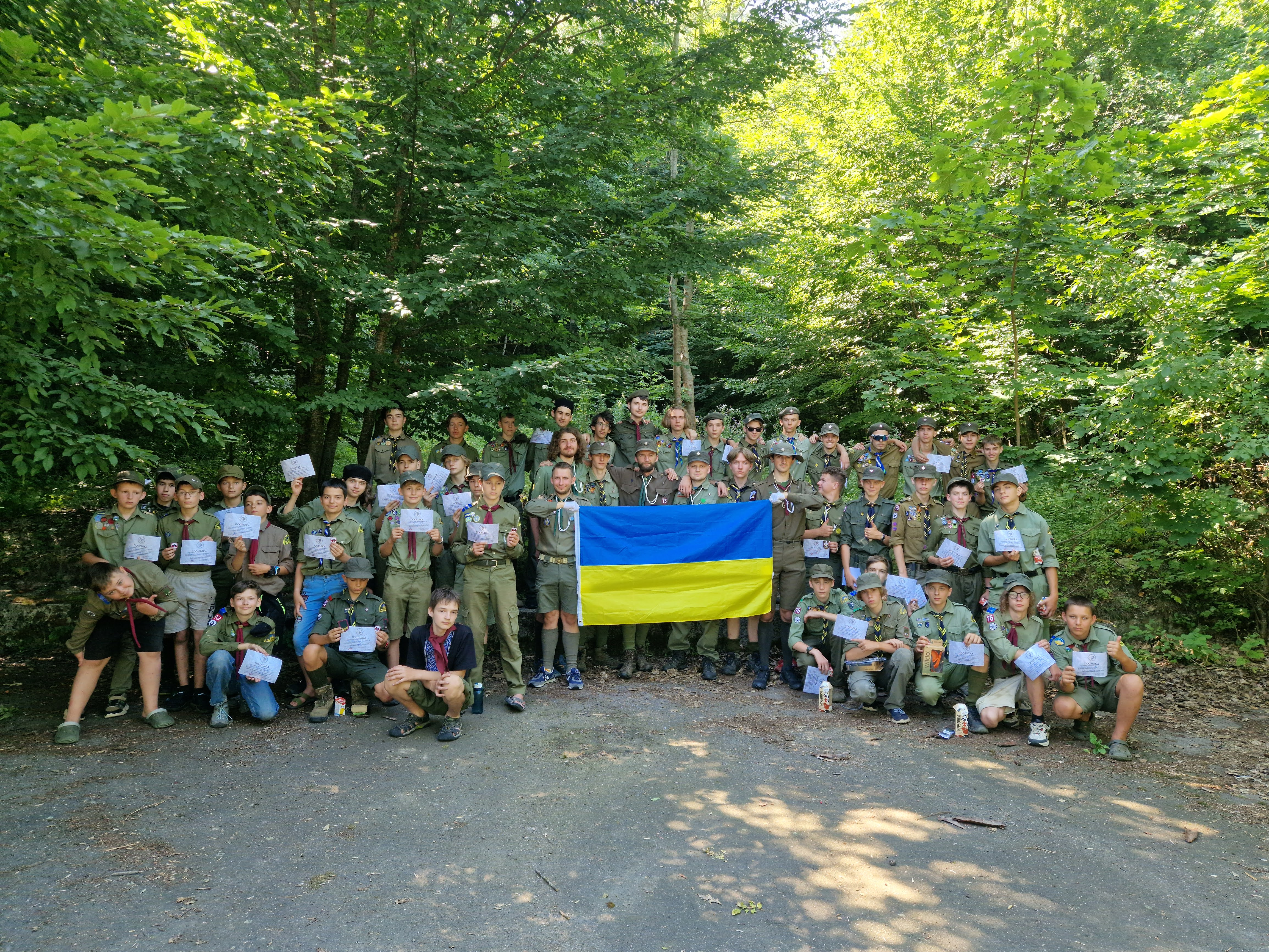

```

2025 - Міжкурінний табір "Селище сховане у Петрушках"
```
Комендант ст. пл. Роман Вілівчук
Табір проводився разом із к.ч.75 ім.Героїв бою під Крутами, табір був оріентований на здачу першої проби, також, на ньому вперше за довгий час юнацтво потрапило в провід табору.
```

#### Зв'язкові
1. 2002: Іван Кріпченко
2. 2003: Григорій Пронюк
3. 2004 - 2005: Кость Тесленко
4. 2006 - 2009: Ростислав Міржва
5. 2011 -2012: Василь Хом’як
6. 2012 - 2016: Богдан Шемберко
7. 2016 - 2023: Тарас Любарець-Ремезовський
8. 2023 - дотепер: Роман Вілівчук